# 横須賀米海軍病院
横須賀米海軍病院（よこすかべいかいぐんびょういん、United States Naval Hospital Yokosuka）は、神奈川県横須賀市の横須賀海軍施設内にあるアメリカ海軍の医療機関。1950年設立。
施設内で生活するアメリカ海軍の軍人や軍属とその家族らに対して医療を提供している。厚木海軍飛行場や岩国飛行場、佐世保基地などに分院を有する。

## 沿革
現在病院が立つ場所には大日本帝国海軍の病院が1881年（明治14年）から存在していた。この病院は1923年（大正12年）の関東大震災で被災し、1931年（昭和6年）2月に病院兼教育施設として再建された。
太平洋戦争が終結すると進駐軍がこれを接収し、朝鮮戦争が勃発した1950年（昭和25年）9月11日にアメリカ海軍の病院として設立された。
朝鮮戦争では5,800名以上、ベトナム戦争でも数多くの傷病者を治療し、本国から部隊表彰を受けている。1973年（昭和48年）に空母「ミッドウェイ」が配備され、海外家族滞在プログラムが開始されると基地は再び活気を取り戻した。その後中東・極東の脅威が増したことを受け、1981年（昭和56年）には新病院が開業した。
1999年（平成11年）には海軍本部からその患者対応の良さが評価されている。また、2001年（平成13年）にはウェルネスセンター、世界初の海外女性・乳幼児・児童オフィスを開設した。
同年にアメリカ同時多発テロ事件が発生すると、再び作戦準備訓練が活発となった。2002年（平成14年）を通じて治療強化にあたり、また、同時に家族を中心としたケアにも力を入れた。さらにイラクに展開した空母「キティホーク」の医療部門の支援も行なった。